# 로봇저널
로봇저널은 대한민국의 언론이자 인터넷 신문이다. 2016년 3월 30일, 창간됐다.
로봇저널 페이스북에 따르면, 로봇저널은 로봇저널리즘 전문지로, 업계 동향·오피니언·로봇저널리즘 소식·로봇 저널리즘 발행 기사·로봇저널리즘 개발 소스코드·개발일지를 제공할 것으로 알려졌다.
로봇저널은 2016년 11월 9일 기준으로, 총 11개의 '로봇 기자 개발 소스 코드'를 GitHub를 통해 공개했고, 해당 소스 코드의 라이센스는 'MIT License'이다.
로봇저널 누리집에 따르면, 로봇저널은 2017년 3월 13일 자로 폐업(폐간)됐다. 이후 로봇저널의 창간 목적, 이념 등을 승계하는 로봇저널리즘 신문사가 탄생하고 2019년 2월 28일 자 "[긴급] 과거 로봇저널 사용 도메인(rbjn.kr) 회수 안내" 기사를 통해 과거 로봇저널의 도메인(rbjn.kr)의 회수 사실을 알렸다. 실제 해당 도메인 접속 시 로봇저널리즘 신문사 누리집으로 포워딩 된다.